# Plocepasser
Plocepasser es un género de aves paseriformes perteneciente a la familia Passeridae. Anteriormente se clasificaba en la familia Ploceidae.

## Especies
El género contiene las siguientes especies:
- Plocepasser donaldsoni – tejedor gorrión de Donaldson;
- Plocepasser rufoscapulatus – tejedor gorrión dorsicastaño;
- Plocepasser superciliosus – tejedor gorrión coronicastaño;
- Plocepasser mahali – tejedor gorrión cejiblanco.